# Augstbordhorn
Augstbordhorn är en bergstopp i Schweiz. Den ligger i distriktet Visp och kantonen Valais, i den södra delen av landet,. Toppen på Augstbordhorn är 2 972 meter över havet.
I omgivningarna runt Augstbordhorn förekommer i huvudsak kala bergstoppar och i lägre trakter finns barrskog.